# ATF3
L'ATF3 (pour « Activating transcription factor 3 ») est un facteur de transcription de la famille des ATF dont le gène est ATF3 situé sur le chromosome 1 humain.

## Rôles
Comme les autres ATF, il comporte un domaine glissière à leucine. Il  module la réponse inflammatoire de plusieurs maladies. Il inhibe, en particulier, l'expression de l'interleukine 6, en cas de choc thermique. Sa propre expression est stimulée par l'angiotensine 2, suggérant un rôle dans les maladies cardiaques, plutôt protecteur en cas de diabète ou d'hypertension artérielle. Elle est également augmentée par les protéine kinases de la voie du P38.